# Liên chiều thể
Liên chiều thể (còn gọi là ngoài chiều, nội chiều) ám chỉ một thực thể có khả năng du hành thời gian và di chuyển ra khỏi cơ thể vật chất để chuyển đổi thành một thực thể tinh thần.

## Định nghĩa
Trang web của NASA có một bài báo hơi cũ mang tên "Khoa học Star Trek", của nhà vật lý David Allen Batchelor đăng ngày 5 tháng 5 năm 2009, với nội dung bàn luận về vài ý tưởng bổ sung trong Star Trek. Tác giả cho biết đây là "bộ phim khoa học viễn tưởng duy nhất được tạo ra với sự tôn trọng như vậy dành cho khoa học thực tế và kịch bản thông minh" có trộn lẫn một số "khoa học tưởng tượng" và coi đây là "bộ phim khoa học viễn tưởng duy nhất có nhiều nhà khoa học xem thường xuyên", giống như bản thân ông. Batchelor nhìn nhận bộ phim này tỏ ra "trung thành với khoa học hơn bất kỳ loạt phim khoa học viễn tưởng nào khác từng được chiếu trên truyền hình".
Tiểu thuyết Cỗ máy thời gian của nhà văn H. G. Wells mô tả nhà du hành thời gian là những người có khả năng xuyên không gian. Nhân vật chính trong truyện ghi nhận thời gian trôi qua và cũng coi như thể đây là một chiều không gian. Đây chính là cách H. G. Wells tạo ra cơ chế cỗ máy thời gian trong tác phẩm viễn tưởng đặc biệt này. H. G. cho rằng nếu thời gian có thể đơn giản được coi như không gian thì cỗ máy thời gian sẽ thực sự hoạt động chính xác hơn.
Bí kíp quá giang vào Ngân Hà của Douglas Adams mô tả rằng loại chuột "chỉ đơn thuần là phần nhô ra trong không gian của chúng ta gồm những sinh vật liên chiều siêu thông minh".
Xứ Phẳng của Edwin Abbott Abbott mô tả những tương tác của một hình vuông hai chiều với một thực thể liên chiều từ không thời gian ba chiều cùng tồn tại.
Bộ phim dài tập Buffy the Vampire Slayer còn có sự xuất hiện của một loại thực thể sở hữu khả năng đi xuyên chiều kích vũ trụ.